# Batalla del Cap Matapan
La batalla del Cap Matapan és una batalla naval de la Segona Guerra Mundial, que tingué lloc a la costa del Peloponès (Grècia) entre el 27 i el 29 de març de 1941. El cap Matapan es troba a la costa sud-oest de la península del Peloponès, a Grècia
Després de la interceptació i desencriptació dels missatges italians per l'Escola Governamental de Codi i Xifrat (Government Code and Cypher School - GC&CS) a Bletchley Park (que rebia el nom d'Ultra), Una força combinada de la Marina Reial Britànica i la Reial Marina Australiana, sota el comandament de l'almirall britànic Andrew Browne Cunningham interceptà i enfonsà o danyà seriosament la flota italiana de la "Regia Marina", sota el comandament de l'Almirall Angelo Iachino.
A Itàlia es coneix com la "Batalla del Gaudo"

## Rerefons
A finals de març de 1941, quan els vaixells britànics de la flota mediterrània cobrien moviments de tropes cap a Grècia, Mavis Batey, criptoanalista de Bletchley Park, va fer un gran avenç, llegint per primera vegada l'Enigma naval italià. El primer missatge, el críptic "Avui és el dia menys tres", va ser seguit tres dies després per un segon missatge que informava de la navegació d'una flota de batalla italiana formada per un cuirassat, sis creuers pesats i dos lleugers, més destructors per atacar el combois mercants que proveïen les forces britàniques. Com sempre amb Enigma, l'avenç de la intel·ligència es va ocultar als italians assegurant-se que hi havia una raó plausible i visible perquè els aliats haguessin detectat i interceptat la seva flota. En aquest cas, es tractava d'un avió de reconeixement acuradament dirigit.
Com a engany més, l'almirall Cunningham va fer una sortida subrepticia a la foscor d'un club de golf d'Alexandria per evitar ser vist pujant al seu vaixell insígnia, el cuirassat HMS Warspite. S'havia compromès a arribar al club la mateixa tarda amb la seva maleta com per passar una nit, i va passar una estona al camp de golf a la vista del cònsol japonès. Es va anunciar una festa al vespre al seu vaixell insígnia per a aquella nit, però mai no va tenir lloc.
Al mateix temps, hi va haver un fracàs d'intel·ligència per part de l'Eix. Els alemanys havien informat incorrectament els italians que la flota britànica mediterrània només tenia un cuirassat operatiu i cap portaavions. De fet, la Royal Navy disposava de tres cuirassats, mentre que el malmès portaavions britànic Illustrious havia estat substituït per l'HMS Formidable.

## Ordres de Batalla
La força aliada era la Flota de la Mediterrània, consistent en el portaavions HMS Formidable, els cuirassats de la I Guerra Mundial modernitzats Barham, Valiant i Warspite (com a vaixell insígnia). La flota principal anava acompanyada de dues flotilles de destructors:
- 10a Flotilla: Comandant "Hec" Waller, RAN (HMS Greyhound, Griffin i HMAS Stuart)
- 14a Flotilla: Capità Philip Mack (HMS Jervis, Janus, Mohawk i Nubian)

També hi eren presents el HMS Hotspur i el Havock.
També hi havia una segona força, sota el comandament de l'almirall Sir Henry Pridham-Wippell, consistent en els creuers lleugers britànics HMS Ajax, Gloucester i Orion, el creuer lleuger australià HMAS Perth i els destructors britànics HMS Hasty, Hereward i Ilex.
L'australià Vendetta havia tornat cap a Alexandria.
A més, també hi havia els vaixells aliats adjunts als combois: el HMS Defender, Jaguar i Juno esperaven al canal de Kithira, i el HMS Decoy, Carlisle, Calcutta, Bonaventure i HMAS Vampire es trobaven a la rodalia.
La flota italiana estava comandada pel modern cuirassat Vittorio Veneto, vaixell insígnia de Iachino. També s'incloïa pràcticament tota la flota pesant italiana: els creuers Zara (sota el comandament del vice-almirall Carlo Cattaneo, Fiume i Pola, i 4 destructors de la 9a Flotilla: l'Alfredo Oriani, el Giosué Carducci, el Vincenzo Gioberti i el Vittorio Alfieri). Els creuers pesants Trieste (comandat pel Vice-Almirall Luigi Sansonetti), Trento i Bolzano anaven acompanyats per 3 destructors de la 12a Flotilla (Ascari, Corazziere i Carabiniere), a més dels creuers lleugers Luigi di Savoia Duca Degli Abruzzi (Vice-Almirall A. Legnano) i Giuseppe Garibaldi i 9 destructors de la 6a Flotilla (incloent l'Emanuel Pessagno i el Nicolosa de Recco). Cap ni un dels vaixells italians disposava del radar, mentre que diversos vaixells aliats sí que en tenien.
També es van veure involucrades la 10a i 13a Flotilles de destructors italians, formades per l'Alpino, el Bersagliere, el Fuciliere, el Granatiere, el Grecale, el Libeccio, el Maestrale i el Scirocco.

## La Batalla

Esquema de la batalla

El 27, el Vice-Almirall Pridham-Wippell, amb els creuers Ajax, Gloucester, Orion i l'australià Perth, així com diversos destructors, abandonà aigües gregues des d'una posició al sud de Grècia. L'Almirall Cunningham, amb el Formidable, el Warspite, el Barham i el Valiant van salpar d'Alexandria el mateix dia per trobar-se amb els creuers.
A les 7:55 del 28 de març, el grup del Trento es trobà amb els creuers de Pridham-Wippell, que es dirigien cap al sud. Pensant que intentaven trobar-se amb els vaixells majors, els italians es llançaren a la caça, obrint foc a les 8:12 a 22.000 metres. Com sempre, els canons italians tenien problemes en agrupar els seus trets, per la qual cosa causaven poc efecte. Després d'una hora, els italians van abandonar la persecució i van virar al nord-oest per tornar amb el Vittorio Veneto. Els bucs aliats també van invertir el curs, i van seguir als italians a llarga distància.
A les 10:55, el Vittorio Veneto es trobà amb els creuers, i immediatament obrí foc sobre els difusos vaixells aliats des d'uns 23.000 metres. Els creuers aliats es retiraren, amb danys lleugers de 15, i els italians començaren la persecució.

### Acció fora de Gavdos

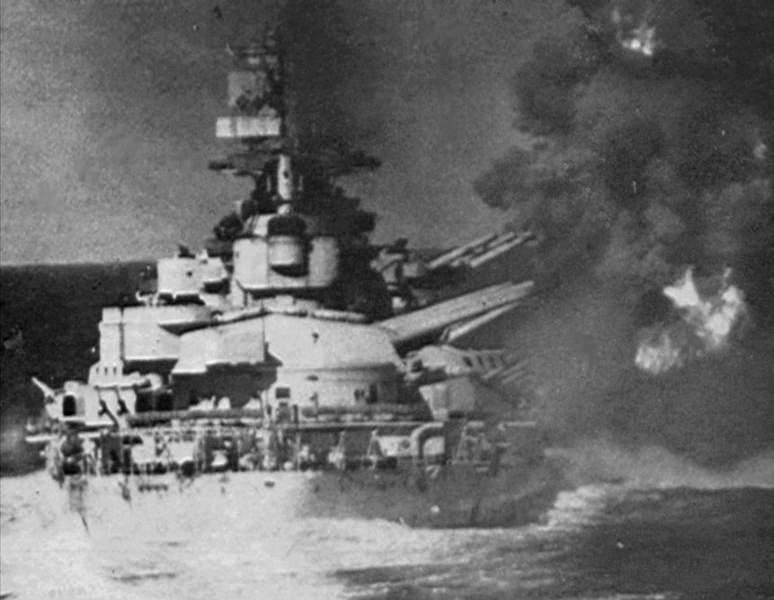
El cuirassat Vittorio Veneto disparant contra els creuers aliats durant l'acció davant de Gavdos

El 28 de març, un hidroavió IMAM Ro.43 llançat pel Vittorio Veneto va detectar l'esquadró de creuers britànic a les 06:35. A les 07:55, el grup de Trento es va trobar amb el grup de creuers de l'almirall Pridham-Wippell al sud de l'illa grega de Gavdos. L'esquadra britànica es dirigia cap al sud-est. Pensant que estaven intentant fugir dels seus vaixells més grans, els italians els van perseguir i van obrir foc a les 08:12 des de 22.000 m (24.000 yardes). Els tres creuers pesats van disparar repetidament fins a les 08:55, amb el Trieste disparant 132 cartutxos perforants, el Trento disparant 204 obusos perforants i 10 explosius i el Bolzano disparant 189 obusos perforants més, però els italians van experimentar problemes amb el seu equip de telèmetres i no van obtenir impactes significatius. L'HMS Gloucester va disparar tres salves a canvi. Aquestes es van quedar curtes, però van fer que els italians canviessin de rumb.
Com que no havien reduït la distància significativament després d'una hora de persecució, els creuers italians van interrompre la persecució, girant cap al nord-oest en un rumb per reincorporar-se al Vittorio Veneto. Els vaixells aliats van canviar de rumb al seu torn, seguint els creuers italians a una distància extrema. Iachino va permetre l'acostament britànic amb l'esperança d'atreure'ls a l'abast dels canons del Vittorio Veneto.
Un oficial del pont de l'Orion va comentar a un company: "Què és aquell cuirassat d'allà? Em pensava que el nostre estava a quilòmetres de distància". Els italians van escoltar el senyal de l'Orion que ella havia albirat una unitat desconeguda i que anava a investigar. A les 10:55, el Vittorio Veneto es va unir als creuers italians i immediatament va obrir foc contra els creuers aliats. Va disparar 94 obusos en 29 salves des d'una distància de 25.000 yardes (23.000 m), totes ben apuntades, però de nou amb una dispersió excessiva de les seves salves. (Unes altres 11 rondes es van encallar als canons.) Els creuers aliats, fins aleshores inconscients de la presència d'un cuirassat, es van retirar, patint lleugers danys per fragments d'obusos de 381 mm (15,0 polzades). La revista Life va publicar una sèrie de fotografies fetes des de l'HMS Gloucester que mostraven salves italianes caient entre vaixells de guerra aliats el 16 de juny de 1941.

### Atacs aeris
La força de Cunningham, que havia estat intentant trobar-se amb la de Pridham-Wippell, va llançar un atac dels torpeders Fairey Albacore des de l'HMS Formidable a les 09:38. Van atacar el Vittorio Veneto sense efecte directe, però les maniobres requerides van dificultar que els vaixells italians mantinguessin la seva persecució. Els vaixells italians van disparar els canons de 152, 100 i 90 mm i també canons de 37, 20 i 13,2 mm quan es trobaven a poca distància, repel·lint l'atac, mentre un dels dos Junkers Ju 88 que escortaven la flota italiana va ser abatut per un Fairey Fulmar. Iachino va interrompre la persecució a les 12:20, retirant-se cap a la seva pròpia cobertura aèria a Tàrent.
Una segona sortida sorprengué els italians a les 15:09. El Tinent-Comandant Dalyell-Stead situà el seu Albacore a 1.000 metres del Vittorio Veneto, tocant-lo al propulsor exterior i fent que entressin 4.000 tones d'aigua. Dalyell-Stead i la seva tripulació van morir quan el seu avió va ser abatut pel foc antiaeri des del cuirassat. El vaixell s'aturà mentre que es reparaven els danys, però aconseguí tornar a posar-se en marxa a les 16:42, arribant a 19 nusos (35 km/h). Cunningham s'assabentà dels danys del Veneto i comença a perseguir-lo.
Un tercer atac, llançat per 6 Albacores i 2 Fairey Swordfish dels Esquadrons 826 i 828 del Formidable i 2 Swordfish de l'Esquadró 815 provinents de Creta, tingué lloc entre les 19:36 i les 19:50. L'almirall Iachino va desplegar els seus vaixells en tres columnes i va utilitzar fum, reflectors i un fort bombardeig per protegir el Vittorio Veneto. Les tàctiques van evitar més danys al cuirassat, però un torpede, aparentment llançat pel Tinent Grainger Williams, causà danys al creuer Pola, que gairebé s'havia aturat per evitar topar amb el Fiume i no va poder prendre cap acció evasiva. Aquest cop va fer caure cinc calderes i la línia principal de vapor, fet que va fer que el Pola perdés energia elèctrica i es deturés a la deriva. Sense adonar-se'n de la persecució realitzada per la flota de Cunningham, s'ordenà a un esquadró de creuers (amb els vaixells germans del Pola, el Zara i el Fiume) i destructors que tornessin i protegissin el Pola; mentrestant, el Vittorio Veneto i la resta de vaixells tornaven cap a Tàrent.

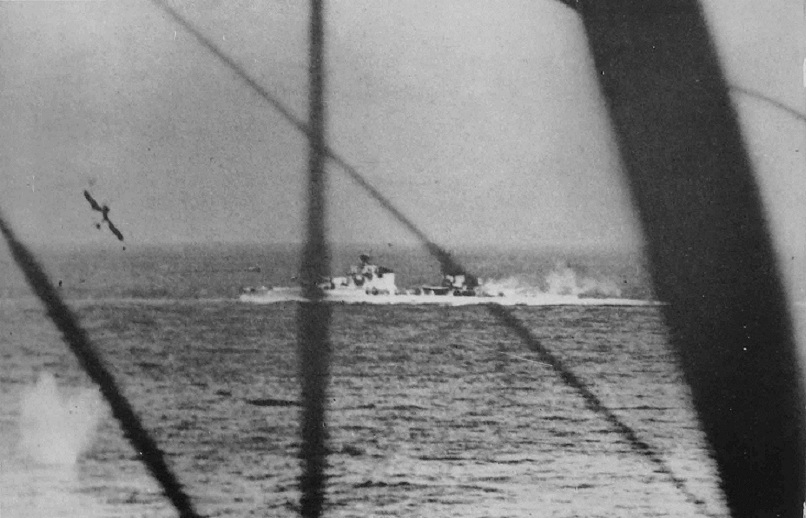
El Bolzano sota l'atac de torpedes de Fairey Swordfish.

### Acció nocturna
A les 20:15, el radar de l'Orion va detectar un vaixell a sis milles a port, aparentment mort a l'aigua; es tractava del Pola. El gruix de les forces aliades va detectar l'esquadró italià al radar poc després de les 22:00, i van poder acostar-s'hi sense ser detectats. Els vaixells italians no tenien radar i no podien detectar els vaixells britànics per altres mitjans que la vista; el pensament italià no preveia accions nocturnes i les seves principals bateries d'armes no estaven preparades per a l'acció. A les 22:20 van veure l'esquadró aliat, però van pensar que eren vaixells italians. Els cuirassats Barham, Valiant i Warspite van ser capaços d'apropar-se a 3.800 iardes (3.500 m) -abast a boca de canó per a canons de cuirassat-, moment en què van obrir foc. Els reflectors aliats (inclosos els que estaven sota el comandament del guardiamarina Felip de Grècia a bord del Valiant) van il·luminar el seu enemic. Alguns artillers britànics van veure les torretes principals volant a desenes de metres en l'aire des dels creuers italians. El Fiume i Zara van ser destruïts en minuts. El Fiume es va enfonsar a les 23:30, mentre que el Zara va ser rematat per un torpede del destructor HMS Jervis a les 02:40 del 29 de març.
Dos destructors italians, el Vittorio Alfieri (vaixell insígnia del comandant de la flotilla, el capità Salvatore Toscano) i el Giosuè Carducci, van ser enfonsats en els primers cinc minuts. Els altres dos, el Gioberti i l'Oriani, van aconseguir escapar en una cortina de fum, el primer amb greus danys, després de ser perseguits i disparats pels destructors britànics Griffin i Greyhound. Es va considerar remolcar el Pola a Alexandria com a premi, però s'acostava la llum del dia i es pensava que el perill d'atac aeri enemic era massa alt. Els grups d'embarcament britànics van confiscar una sèrie de metralladores antiaèries Breda molt necessàries. La tripulació del Pola va ser treta fora del vaixell, i aquest va ser enfonsat pels torpedes dels destructors Jervis i Nubian poc després de les 04:00. L'única reacció italiana coneguda després de la sorprenent sorpresa va ser una infructuosa càrrega de torpedes de l'Oriani i el Gioberti i el foc sense rumb d'un dels canons de 40 mm del Zara en direcció als vaixells de guerra britànics.
Els vaixells aliats van agafar supervivents però van abandonar l'escena al matí, per por dels atacs aeris de l'Eix. L'almirall Cunningham va ordenar que es fes un senyal a la banda d'emergència de la Marina Mercant. Aquest senyal va ser rebut per l'Alt Comandament italià. Els va informar que, a causa del risc d'atacs aeris, els vaixells aliats havien cessat les seves operacions de rescat i havien concedit un pas segur a un vaixell hospital per a finalitats de rescat. Es va retransmetre la localització dels supervivents restants i el vaixell hospital italià Gradisca va anar a recuperar-los. Les víctimes dels aliats durant la batalla van ser un únic torpeder abatut per les bateries antiaèries de 90 mm (3,5 polzades) del Vittorio Veneto, amb la pèrdua de la tripulació de tres homes. Les pèrdues italianes van ser de fins a 2.303 mariners, la majoria del Zara i el Fiume. Els aliats van rescatar 1.015 supervivents, mentre que els italians en van salvar 160 més.

## Conseqüències

### Balanç del poder naval
L'historiador naval Vincent O'Hara va descriure la batalla de Matapan com "la major derrota d'Itàlia al mar, restant del seu ordre de batalla una divisió de creuers, però la batalla no va ser gairebé decisiva". Els britànics al Mediterrani van perdre el creuer pesat York i el nou creuer lleuger Bonaventure en el mateix període (26-31 de març de 1941), però mentre que la Royal Navy va perdre quatre creuers pesants durant la guerra (el York, el Exeter, el Cornwall i el Dorsetshire, els dos últims en un sol enfrontament), a Matapan la Regia Marina en va perdre tres en una nit. El fet que els italians haguessin sortit tan lluny cap a l'est va establir una amenaça potencial que va obligar els britànics a mantenir els seus cuirassats preparats per afrontar una altra sortida durant les operacions davant de Grècia i Creta.
Després de la derrota al cap Matapan, l'almirall italià Iachino va escriure que la batalla va tenir
| «         | ... la conseqüència de limitar durant algun temps les nostres activitats operatives, no pel greu efecte moral de les pèrdues, com creien els britànics, sinó perquè l'operació va revelar la nostra inferioritat en la cooperació aeronaval efectiva i l'endarreriment de la nostra tecnologia de batalla nocturna. | » |
| — Iachino | |   |

La flota italiana no es va aventurar de nou a la Mediterrània oriental fins a la caiguda de Creta dos mesos després i no va sortir amb tota força fins a la batalla de mitjans de juny de 1942. Malgrat la seva impressionant victòria, l'almirall Cunningham va quedar una mica decebut pel fracàs dels destructors a l'hora de posar-se en contacte amb el Vittorio Veneto. El fet que el cuirassat italià s'hagués escapat intacte era, en paraules de l'almirall britànic, "molt per lamentar".

### Bletchley Park (GC&CS)
Per raons de secret, els trencadors de codis del GC&CS poques vegades van ser informats dels efectes operatius del seu treball, però el seu impacte a la batalla del cap Matapan va ser una excepció. Unes setmanes després de la batalla, l'almirall Cunningham va visitar Bletchley Park per felicitar a Dilly i les seves noies, amb un impacte positiu en la moral: Mavis Batey, un dels trencadors de codis, recorda: "El nostre sentiment d'exaltació no va tenir límits quan el mateix Cunningham va baixar en persona per agrair-nos i felicitar-nos" L'almirall John Godfrey, el director d'Intel·ligència Naval, va declarar: "Digues-li a Dilly que hem guanyat una gran victòria al Mediterrani i que es deu completament a les seves noies".

### Postguerra
Encara hi ha polèmica a Itàlia pel que fa a les ordres donades per l'almirall italià Angelo Iachino a la divisió Zara de recuperar el Pola, quan era evident que una força cuirassada enemiga s'acostava ràpidament des de la direcció contrària.
Durant dècades després del final de la Segona Guerra Mundial, la implicació del GC&CS, així com els mètodes de trencament de codis utilitzats, es van mantenir en secret. Es van publicar una sèrie de teories controvertides abans que sorgissin relats més complets després que els registres fossin finalment desclassificats el 1978. Només més tard, després que Mavis Batey demostrés el mètode de rodatge de Dilly a l'almirall encarregat de la història naval, es van corregir els registres oficials italians. El 1966, H. Montgomery Hyde va publicar una història al·legant que una espia nord-americana, Betty Thorpe, havia seduït l'almirall Alberto Lais (l'agregat naval italià a Washington, DC).), i que havia obtingut un llibre de codis utilitzat pels britànics per derrotar els italians a Matapan. Hyde va ser declarat culpable de difamació dels morts, però les proves de la participació de GC&CS no es van fer públiques en aquell moment. El 1980, la sèrie de la BBC Spy! incloïa acusacions similars sobre una espia anomenada 'Cynthia' que va obtenir un llibre de codis. El 1974, Frederick Winterbotham a The Ultra Secret va acreditar falsament el desxifrat del trànsit de l'Enigma de la Luftwaffe.

## Ordre de batalla

### Regia Marina
| Regne d'Itàlia |

- Almirall d'Esquadra Angelo Iachino
  - 1 cuirassat: Vittorio Veneto (danyat)
  - 4 destructors (10a Squadriglia Cacciatorpediniere): Grecale, Libeccio, Maestrale, Scirocco
  - 4 destructors (13a Squadriglia Cacciatorpediniere): Alpino, Bersagliere, Fuciliere, Granatiere

- Comodoro Antonio Legnani
  - 2 creuers lleugers (8a Divisione Incrociatori): Luigi di Savoia Duca Degli Abruzzi, Giuseppe Garibaldi
  - 2 destructors (6a Squadriglia Cacciatorpediniere): Emanuele Pessagno, Nicoloso da Recco

- Almirall de Divisió Sansonetti
  - 3 creuers pesants (3a Divisione Incrociatori): Trento, Bolzano i Trieste
  - 3 destructors (12a Squadriglia Cacciatorpediniere): Ascari, Carabiniere i Corazziere

- Almirall de Divisió Carlo Cattaneo
  - 3 creuers pesants (1a Divisione Incrociatori): Fiume (enfonsat), Pola (enfonsat), Zara (enfonsat)
  - 4 destructors (9a Squadriglia Cacciatorpediniere): Vittorio Alfieri (enfonsat), Giosué Carducci (enfonsat), Vincenzo Gioberti, Alfredo Oriani

### Aliats
| Senyera de la Marina Reial |

Força A, 14a Flotilla de Destructors, 10a Flotilla de Destructors (de la Força C), Força B, 2a Flotilla de Destructors, Força D
- Almirall Andrew Cunningham
  - 3 cuirassats: HMS Barham, Valiant, Warspite
  - 1 portaavions: HMS Formidable
  - 9 destructors: HMS Greyhound, Griffin, Jervis, Janus, Mohawk, Nubian, Hotspur, Havock, HMAS Stuart
- Almirall Henry Pridham-Wippell
  - 4 creuers lleugers: HMS Ajax, Gloucester, Orion, HMAS Perth
  - 3 destructors: HMS Hasty, Hereward, Ilex
- Comboi AG 9 (des d'Alexandria a Grècia)
  - 2 creuers lleugers: HMS Calcutta, Carlisle
  - 3 destructors: HMS Defender, Jaguar, HMAS Vampire
- Comboi GA 8 (des de Grècia a Alexandria)
  - 1 creuer antiaeri: HMS Bonaventure
  - 2 destructors: HMS Decoy, Juno
  - 1 mercant: Thermopylæ (Noruec)